# Visconde do Porto da Cruz
Visconde do Porto da Cruz é um título nobiliárquico criado por D. Manuel II de Portugal no exílio, por Decreto de data desconhecida de Abril de 1921, em favor de Alfredo António Maria de Castro Leal Teles de Meneses de Vasconcelos de Bettencourt de Freitas Branco.
Titulares
Após a Implantação da República Portuguesa, e com o fim do sistema nobiliárquico, usaram o título: 
1. Alfredo António Maria de Castro Leal Teles de Meneses de Vasconcelos de Bettencourt de Freitas Branco, 1.º Visconde de Porto da Cruz;
2. Silvano José de Freitas Branco, 2.º Visconde de Porto da Cruz;
3. Rodrigo José de Croÿ de Freitas-Branco, 3.º Visconde de Porto da Cruz.[2]